# Quadri (Italie)
Pour les articles homonymes, voir Quadri.
Quadri est une commune de la province de Chieti dans la région Abruzzes en Italie.

## Administration
| Période                                  | Période  | Identité         | Étiquette       | Qualité |
| ---------------------------------------- | -------- | ---------------- | --------------- | ------- |
| 30 mai 2006                              | En cours | Davide Di Pilato | Centro-Sinistra |         |
| Les données manquantes sont à compléter. |          |                  |                 |         |

### Hameaux
Mastarcangelo, Pamparièlle

### Communes limitrophes
Borrello, Civitaluparella, Pizzoferrato, Sant'Angelo del Pesco (IS)